# Альтшулер, Григорий Вульфович
Григорий Вульфович Альтшулер (1909—1982) — советский политический деятель, депутат Верховного Совета СССР 1-го созыва (1938—1946).

## Биография
На советской и партийной работе в Гомельской области Белорусской ССР. Участник Великой Отечественной войны, парторг 618-го стрелкового Ковенского Краснознамённого полка 215-й стрелковой Смоленской Краснознамённой дивизии.

### Политическая деятельность
Был избран депутатом Верховного Совета СССР 1-го созыва от Белорусской ССР в Совет Союза в результате выборов 12 декабря 1937 года.